# Corydoras approuaguensis
Corydoras approuaguensis Nijssen & Isbrücker, 1983 è un pesce d'acqua dolce appartenente alla famiglia Callichthyidae.

## Distribuzione e habitat
È endemico del bacino dell'Approuague, in Guyana francese, dove è comune nel fiume Arataye. Vive in zone con fondali sabbiosi, più raramente su fondo roccioso, e corrente piuttosto intensa.

## Descrizione
Presenta un corpo compresso sui lati e leggermente sull'addome che raggiunge una lunghezza massima di 5,7 cm. La colorazione è rosata eccetto per una striatura verticale nera che passa dall'occhio e una macchia arancione dietro di essa. Sulla pinna caudale sono presenti striature nere. Le femmine sono di dimensioni maggiori dei maschi.

## Comportamento
Nuota in gruppi insieme a esemplari di Corydoras spilurus, altra specie endemica del bacino dell'Approuague, e di Corydoras brevirostris.

## Acquariofilia
Non è una specie comune negli acquari.